# الیتون (تگزاس)
الیتون، تگزاس(به انگلیسی: Alleyton, Texas) شهری در ایالت تگزاس از ایالات جنوبی ایالات متحده آمریکا است. در سرشماری سال ۲۰۰۰، جمعیت این شهر ۱۶۵ نفر اعلام شد.